# Callipepla
Callipepla är ett släkte fåglar i familjen tofsvaktlar inom ordningen hönsfåglar med fyra arter som förekommer i västra Nordamerika och norra Mexiko:
- Ökentofsvaktel (C. gambelii)
- Kalifornientofsvaktel (C. californica)
- Fjällig tofsvaktel (C. squamata)
- Prakttofsvaktel (C. douglasii)